# Biædere
Biædere (latin: Meropidae) er en fuglefamilie i ordenen skrigefugle.

## Klassifikation
Familie Biædere Meropidae
- Slægt: Nyctyornis
  - Rødskægget biæder, Nyctyornis amictus
  - Blåskægget biæder, Nyctyornis athertoni
- Slægt: Meropogon
  - Sulawesibiæder, Meropogon forsteni
- Slægt: Merops
  - Dværgbiæder, Merops pusillus
  - Grøn biæder, Merops persicus
  - Lille grøn biæder, Merops orientalis
  - Hvidstrubet biæder, Merops albicollis
  - Svalehalebiæder, Merops hirundinaeus
  - Blåhalet biæder, Merops phillipinus
  - Sort biæder, Merops gularis
  - Brunrygget biæder, Merops muelleri
  - Rødstrubet biæder, Merops bulocki
  - Hvidpandet biæder, Merops bullockoides
  - Blåkravet biæder, Merops variegatus
  - Okkerbrystet biæder, Merops oreobates
  - Sorthovedet biæder, Merops breweri
  - Somalibiæder, Merops revoilii
  - Okkerhovedet biæder, Merops boehmi
  - Brunnakket biæder, Merops viridis
  - Madagaskarbiæder, Merops superciliosus
  - Regnbuebiæder, Merops ornatus
  - Biæder, Merops apiaster
  - Rustbiæder, Merops leschenaulti
  - Rosenbiæder, Merops malimbicus
  - Karminbiæder, Merops nubicus
  - Sydlig karminbiæder, Merops nubicoides